# همیشگی (سرده)
همیشگی (نام علمی: Sempervivum)، نام یک سرده از تیره گل‌نازیان است که حدود ۴۰ گونه گیاهان گلدار است، معمولاً به‌عنوان گیاه ابرون کبیر شناخته می‌شود. نام‌های رایج دیگر شامل همیشه زنده (منبع نامگذاری طبقه‌بندی Sempervivum، به معنای واقعی کلمه «همواره/ تا ابد زنده») و مرغ و جوجه نامی که با گیاهان سایر جنس‌ها نیز مشترک است. آنها گیاهان چند ساله آبدار هستند که از برگ‌های دسته‌ای به صورت رزت تشکیل شده‌اند. در شرایط مطلوب آنها به سرعت از طریق پاگیاه گسترش می‌یابند و چندین گونه برای کشت به عنوان پوشش زمین برای مکان‌های خشک و آفتابی ارزش دارند.

## زیستگاه
این گیاه از مراکش تا ایران، از طریق کوه‌های ایبریا، آلپ، کارپات، کوه‌های بالکان، ترکیه، کوه‌های ارمنستان، در قسمت شمال شرقی صحرای بزرگ آفریقا و قفقاز وجود دارد. توانایی ذخیره آب در برگ‌های ضخیم به آنها امکان می‌دهد در صخره‌های آفتابی و مکان‌های سنگلاخی کوه، دامنه کوه و بالای کوه زندگی کنند. اکثر آنها تا منطقه ۴ ایالات متحده مقاوم هستند و آب و هوای گرم را تا حدود منطقه ۹ تحمل می‌کنند.

## منشأ نیمه‌گرمسیری
از لحاظ ریخت‌شناسی، آنها شبیه جنس نازبشقابی، Jovibarba ,Aichryson و Monanthes هستند که عمدتاً در ماکرونزی (آزورها، جزایر قناری، دماغه سبز، مادیرا) وجود دارند. تعدادی از گیاه‌شناسان برخی یا همه این جنس‌ها را به‌ویژه Jovibarba را دربرداشت وسیع‌تری از همیشگی گنجانده‌اند.

## منشأ نام

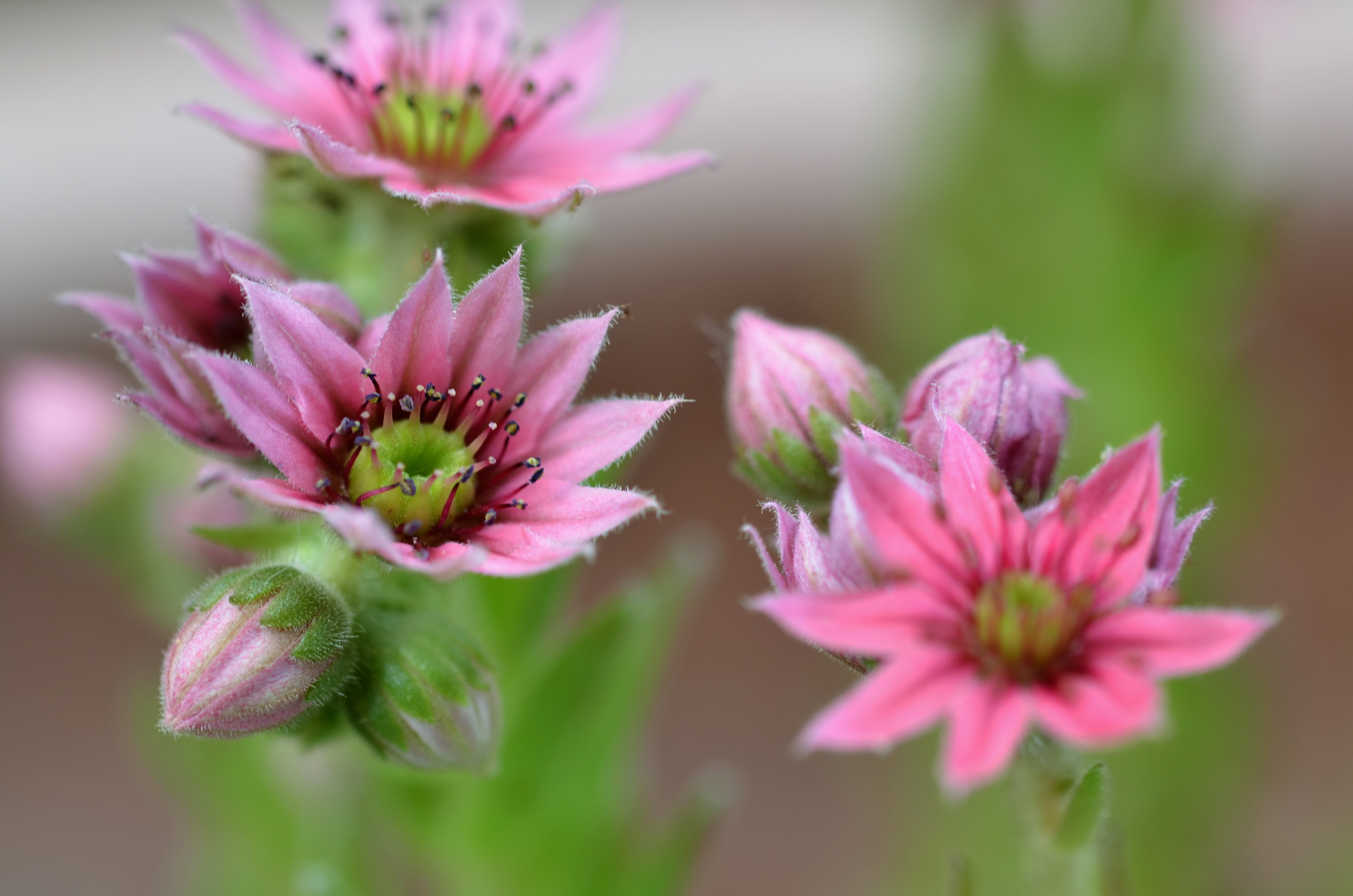

نام همیشگی (Sempervivum) ریشه در semper لاتین («همیشه») و vivus ("زنده") دارد، زیرا این گیاه چند ساله برگ‌های خود را در زمستان نگه می‌دارد و در برابر شرایط سخت رشد بسیار مقاوم است. اعتقاد بر این است که نام عمومی تره‌فرنگی‌خانگی (houseleek) از روش سنتی کاشت گیاهان در پشت‌بام خانه‌ها برای دفع آتش و صاعقه ناشی می‌شود.
برخی از مردم ولز هنوز عقیده قدیمی را حفظ می‌کنند که رشد آن در پشت‌بام خانه سلامتی و شکوفایی کسانی را که در آنجا زندگی می‌کنند تضمین می‌کند. این گیاه ارتباط نزدیکی با تره‌فرنگی واقعی ندارد که متعلق به گونه سیر است.
نام‌های رایج دیگر نشان‌دهنده ارتباط قدیمی گیاه با ثور، خدای نورس رعدوبرق و ژوپیتر رومی است. همچنین نام‌هایی مانند «ریش ژوپیتر» و Donnerbart آلمانی («ریش رعد»).

## رشد و تولید مثل
گیاه همیشگی به صورت دسته بافته چند ساله است اما رزت رشد می‌کند. هر رزت به صورت غیرجنسی توسط پاگیاه جانبی («مرغ و جوجه‌ها»)، با شکافتن رزت (فقط Jovibarba heuffelii) یا به‌صورت جنسی توسط بذرهای کوچک منتشر می‌شود. به‌طور معمول، هر گیاه قبل از گلدهی چندین سال رشد می‌کند. گل‌های دوجنسه آنها ابتدا مرحله نر دارند. سپس پرچم‌ها خود را خم می‌کنند و از برچه‌های در مرکز گل دور می‌شوند، بنابراین خودگرده‌افشانی بسیار دشوار است. رنگ گل‌ها مایل به قرمز، مایل به زرد، صورتی یا به ندرت مایل به سفید است. در همیشگی، گل‌ها تقارن شعاعی (مانند یک ستاره) داشته و بیش از شش گلبرگ دارند، در حالی که در Jovibarba، گلها به‌صورت گلدان (زنگوله‌ای) و سبز زرد کم رنگ با شش گلبرگ هستند. پس از گلدهی، گیاه می‌میرد و معمولاً پاگیاه زیادی را که در طول زندگی خود ایجاد کرده‌است به جا می‌گذارد.

## شناسایی

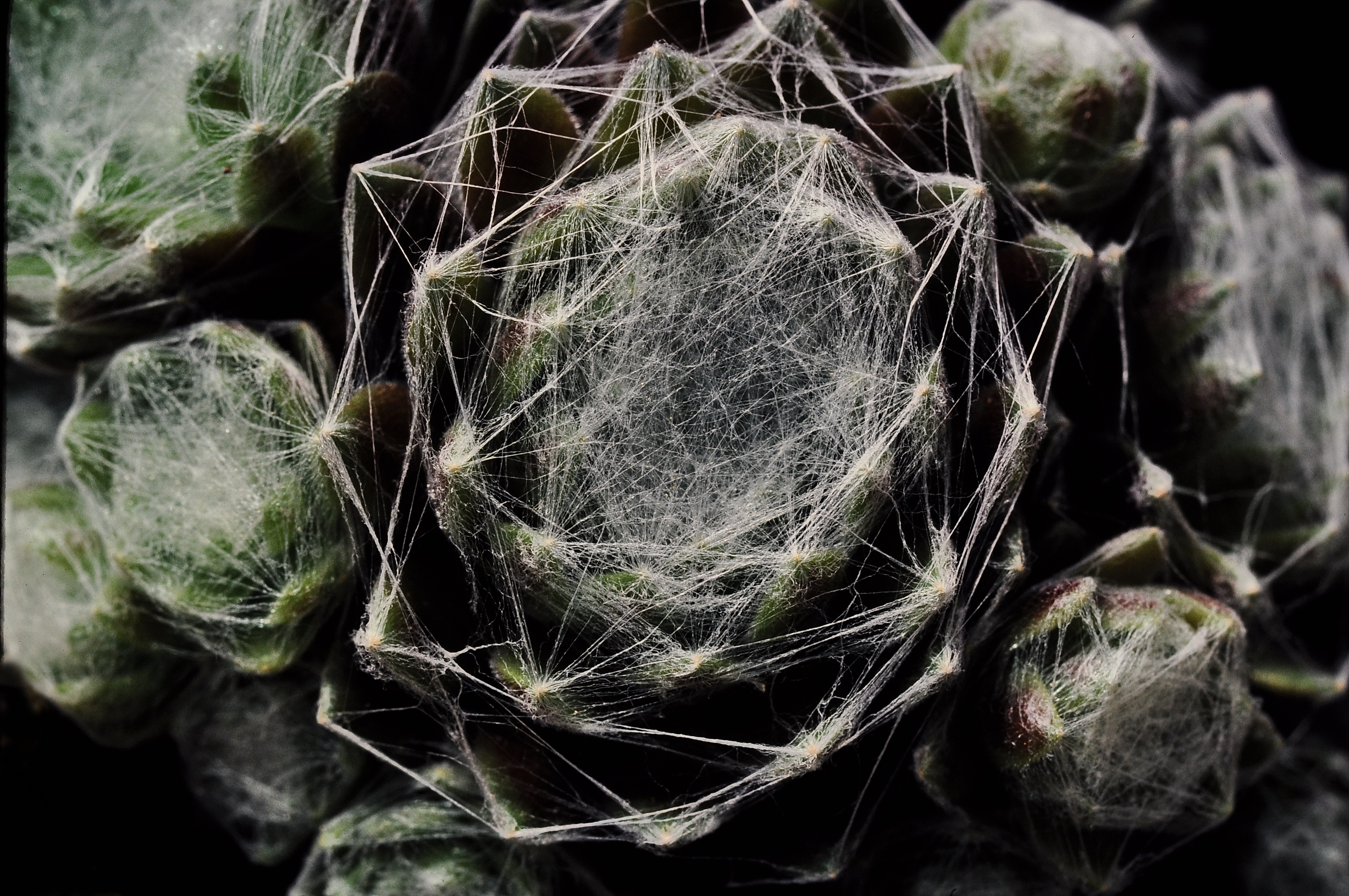
همیشگی عنکبوتی

شناخت جنس همیشگی معمولاً آسان است، اگرچه ممکن است گاهی با جنس ساق‌عروس اشتباه گرفته شود. با این حال، شناسایی گونه‌های آن اغلب آسان نیست. حتی یک کلون منفرد نیز در شرایط مختلف رشد یا در زمان‌های مختلف سال می‌تواند بسیار متفاوت باشد. اعضای این تیره بسیار شبیه و با یکدیگر ارتباط نزدیک دارند. در نتیجه بسیاری از زیرگونه‌ها، واریته‌ها و اشکال بدون محدودیت‌های مشخصی بین آنها توصیف شد.
به‌عنوان یک پیامد دوم، فراوانی زیاد هیبریدهای طبیعی در این جنس وجود دارد و امکان عبور از این مسیرها وجود دارد. با این حال، می‌توان کم و بیش ۴۰ گونه را در کل منطقه از جنس جدا کرد، اما تعداد زیادی از جمعیت محلی بدون شجاعت نامگذاری هستند، اما گاهی با شخصیت‌های خاص خود وجود دارد.

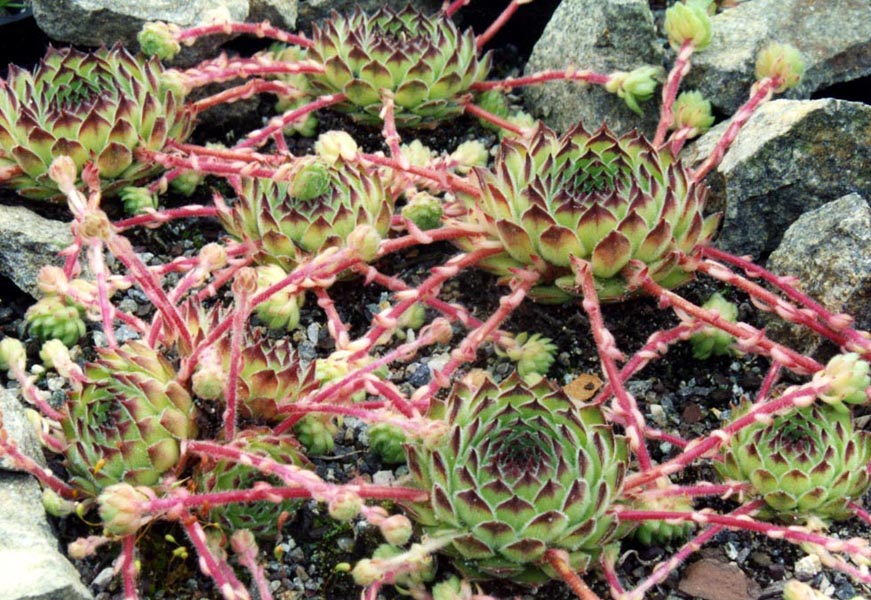
Sempervivum kosanini

برای نمونه، در کوه‌های آلپ بیشترین پراکندگی گونه‌ها شامل فندقک (همیشگی معمولی، که گاهی S. alpinum نامیده می‌شود)، همیشگی کوهی (S. montanum) و همیشگی عنکبوتی (S. arachnoideum)، هر یک دارای چندین زیرگونه است.
محلی‌تر شامل گل‌های زرد S. wulfenii و S. grandiflorum و همیشگی زیبای سنگ آهک (S. calcareum) است. S. dolomiticum و به‌طور عمده S. pittonii نادرتر است. S. pittonii یک گل زرد کوچک است که فقط در دو دامنه کوه در نزدیکی Kraubath در دره Mur در اتریش رشد می‌کند و بسیار تهدید می‌شود. روی سقف‌ها یا دیوارهای قدیمی می‌توان فندقک را دید، کم و بیش وحشی، بسیار دور از منطقه طبیعی آن.
این گیاه دارویی و جادویی بسیار قدیمی است. برخی از خرافات معتقدند این گیاه قادر به محافظت از خانه در برابر صاعقه است.

## گیاه‌درمانی

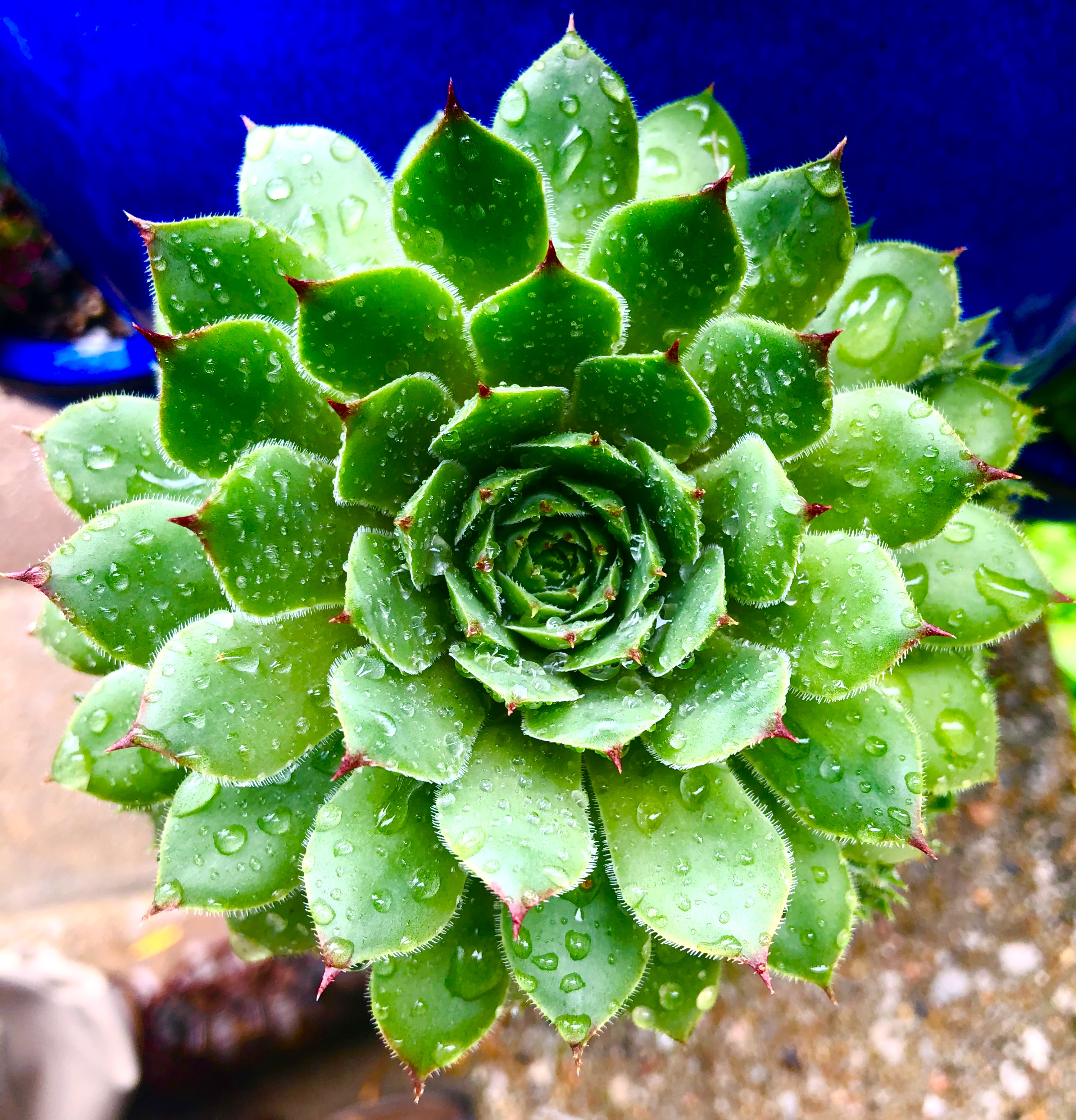
نمای نزدیک از یک همیشگی بزرگ

این از لحاظ تاریخی استفاده می‌شده‌است و در حال حاضر برای استفاده از مزایای بهداشتی استفاده می‌شود. هیچ عارضه جانبی شناخته شده‌ای ندارد (به غیر از تهوع‌آور بودن در دوزهای زیاد) یا تداخلات دارویی.
استفاده‌های معمول گیاهی، با نوشیدن آب برگ یا خوردن مستقیم برگ‌ها، جلوی موارد بد اسهال را می‌گیرد و این آب معمولاً برای بسیاری از مصارف مشابه آلوئه‌ورا مانند سوختگی، زگیل و گزش حشرات، مستقیماً روی پوست قرار می‌گیرد. بعلاوه گفته می‌شود که در موارد تورم و احتباس آب موجب تسکین می‌شود.
گیاه‌درمان معروف انگلیسی Culpepper می‌گوید: «فندقک برای همه گرماهای درون، همچنین بیرونی و در چشم‌ها یا سایر قسمت‌های بدن مفید است: نوشابه‌ای که از شیره تهیه می‌شود به‌طور جداگانه در تمام مواد تب و لرز خوب است و خون و روح را معتدل و تشنگی را فرومی‌نشاند. و همچنین برای حفظ تمام انحراف یا رموزهای تیز و نمکی چشم، آب ریخته در آنها خوب است. اگر آب آن به گوش‌ها ریخته شود، درد را تسکین می‌دهد … باعث خنک شدن و مهار کلیه التهابات گرم باد سرخ، سوزش و سوختگی، زونا، زخم‌های بریدگی، کرم حلقوی و مانند آن می‌شود و درد و نقرس را بسیار کم می‌کند."

## گیاهان باغی و گلدانی

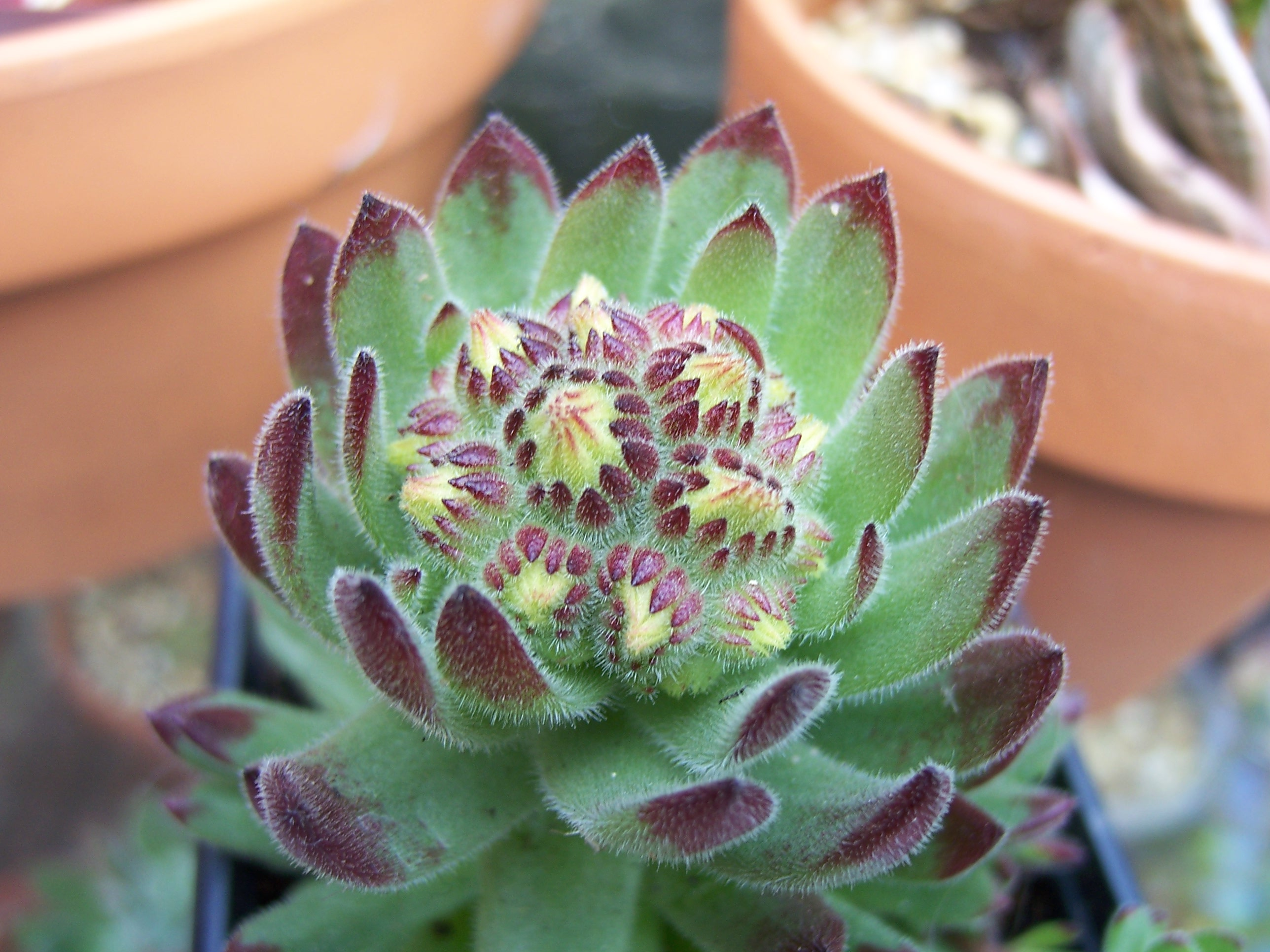
Sempervivum pittonii

گرچه پسر عموهای نیمه‌گرمسیری آنها بسیار حساس به سرما هستند، گیاهان همیشگی جزء مقاوم‌ترین گیاهان سازگار در برابر سرما هستند و این گیاهان را به گیاهان محبوب باغ تبدیل می‌کند.
آنها تمایل دارند که در شرایط خشک با خاک زهکش شنی خوب رشد کنند تا از خیسی ریشه‌های جلوگیری کنند. آنها فقط به آبیاری متوسط نیاز داشته و به‌ویژه در ماه‌های گرم به محافظت در برابر آفتاب شدید نیاز دارند.
همیشگی‌ها گیاهان مناسبی برای گلدان‌ها هستند و در گلدان‌های سفالی، بتونی و سیمانی قابل تنفس به خوبی رشد می‌کنند. همچنین شناخته شده‌است که آنها در شکاف سنگ‌ها، ظروف فلزی، تاج گل‌ها و هرجای دیگر رشد می‌کنند که اجازه زهکشی کافی برای ریشه را می‌دهد.

## ارقام
مجموعه‌داران بی‌شمار هستند و اغلب ارقام مختلف زیادی در مجموعه‌های خود دارند. همیشگی‌ها گیاهان بسیار متغیری هستند و از این رو صدها، شاید هزاران رقم ایجاد شده‌است، اما بسیاری از آنها تفاوت چندانی با یکدیگر ندارند. علاقه اصلی این ارقام گل آنها نیست، بلکه شکل و رنگ برگ‌های رُزِت است.
گونه‌ها و ارقام زیر، «برخی از نژاد مختلط یا نامشخص» جایزه باغ سلطنتی را به دست آورده‌اند.
- Sempervivum arachnoideum[۱۱]
- Sempervivum arachnoideum subsp. tomentosum[۱۲]
- ’Bronco’[۱۳]
- Sempervivum calcareum ‘Extra’[۱۴]
- Sempervivum calcareum ‘Guillaume’[۱۵]
- Sempervivum ciliosum[۱۶]
- ‘Lilac Time’[۱۷]
- ’Othello’[۱۸]
- Sempervivum pittonii[۱۹]
- ‘Reinhard’[۲۰]
- Sempervivum tectorum[۲۱]

## نگارخانه

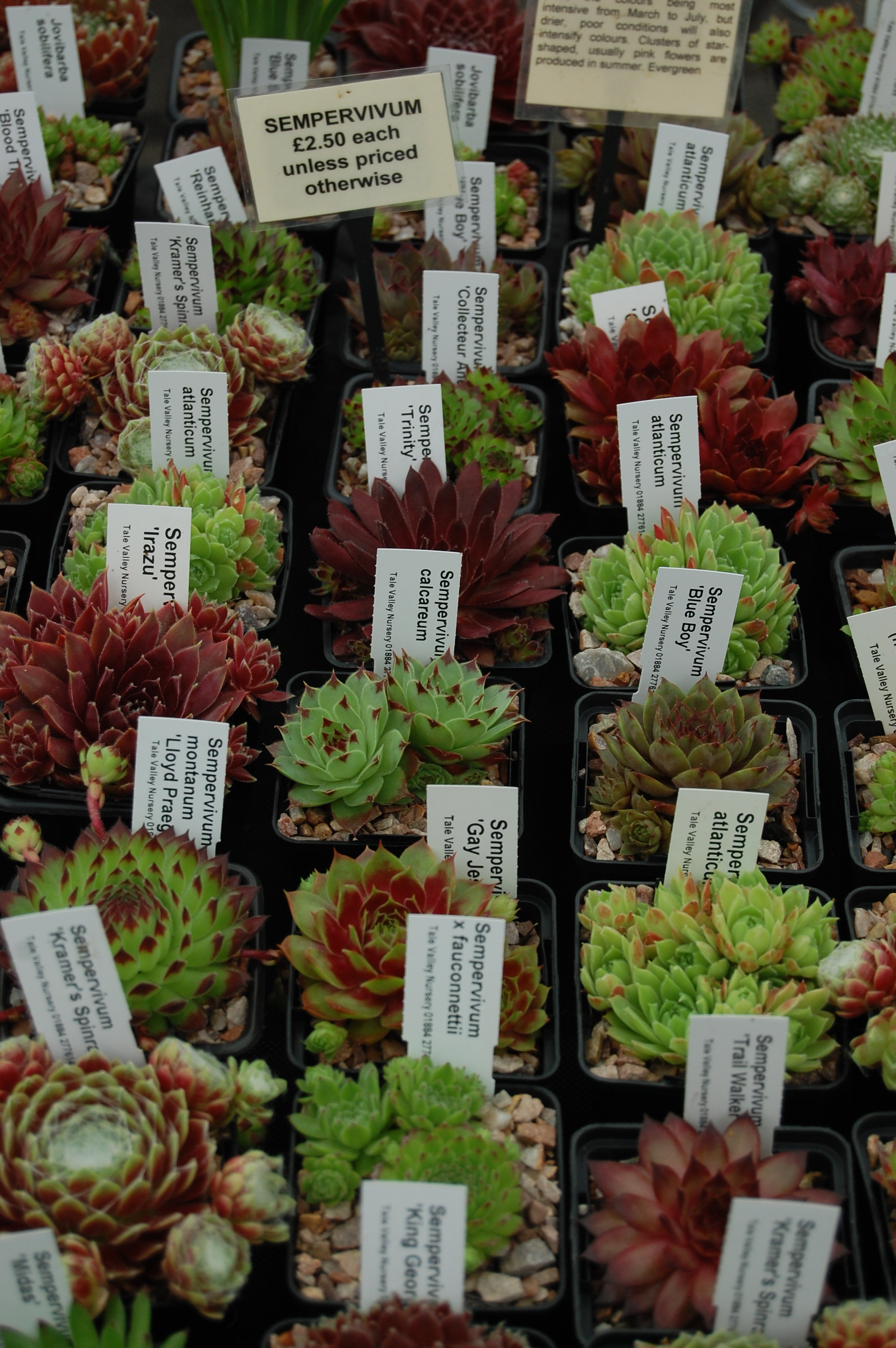
مجموعه‌ای از ارقام همیشگی، برای فروش در Gardeners' World Live سال ۲۰۱۲.
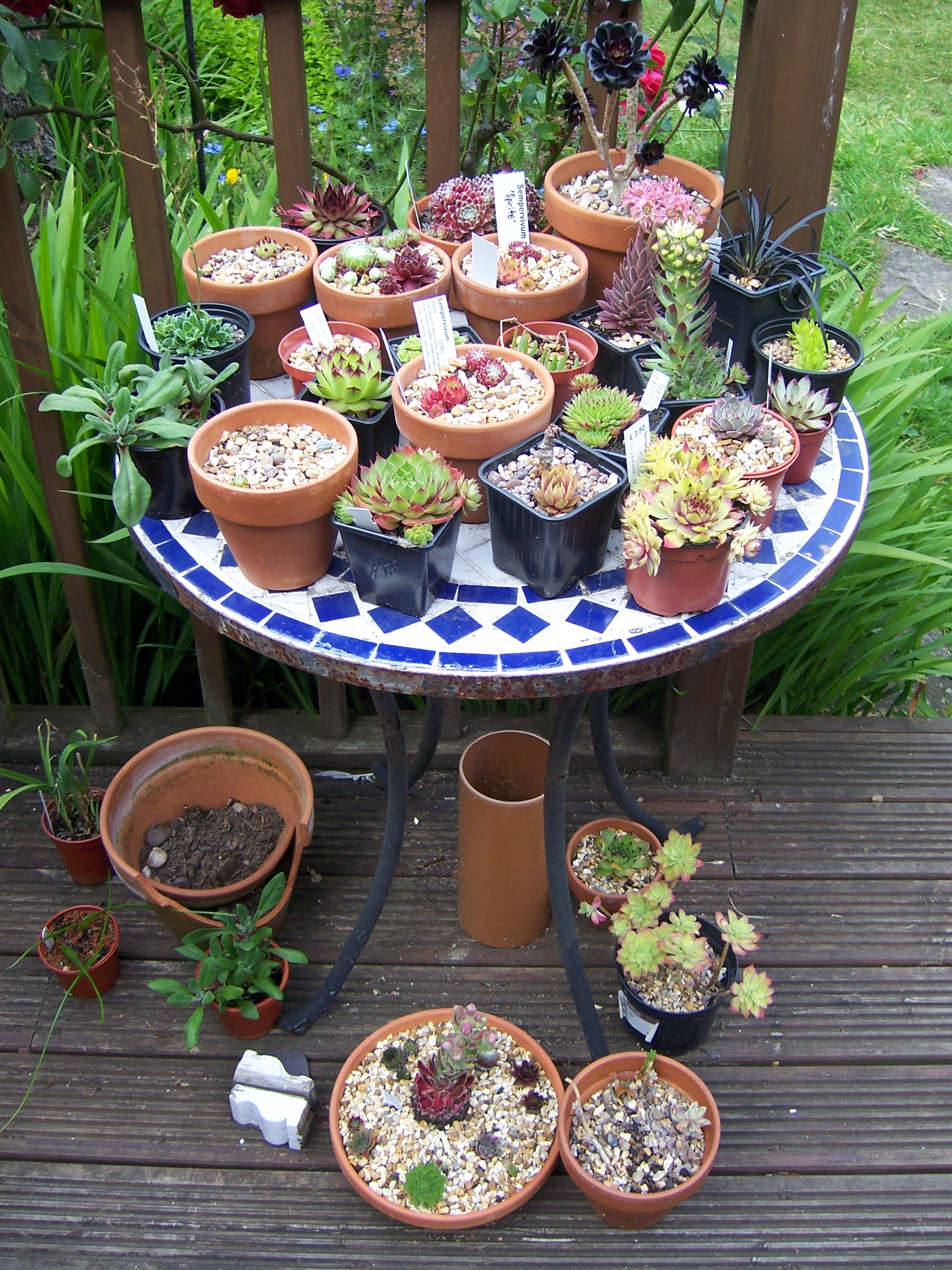
یک مجموعه شخصی از گلدان‌های همیشگی.
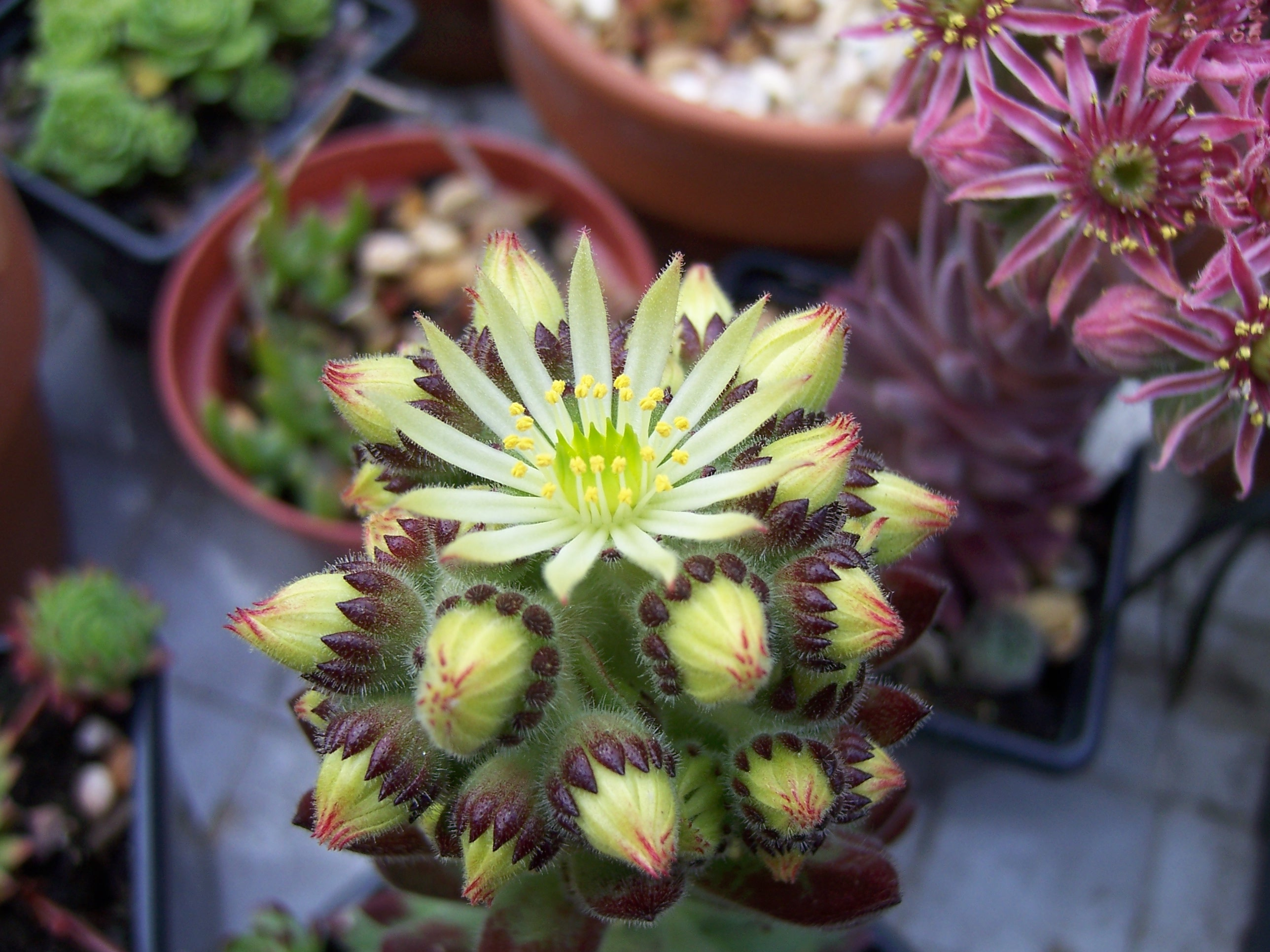
Sempervivum pittoni
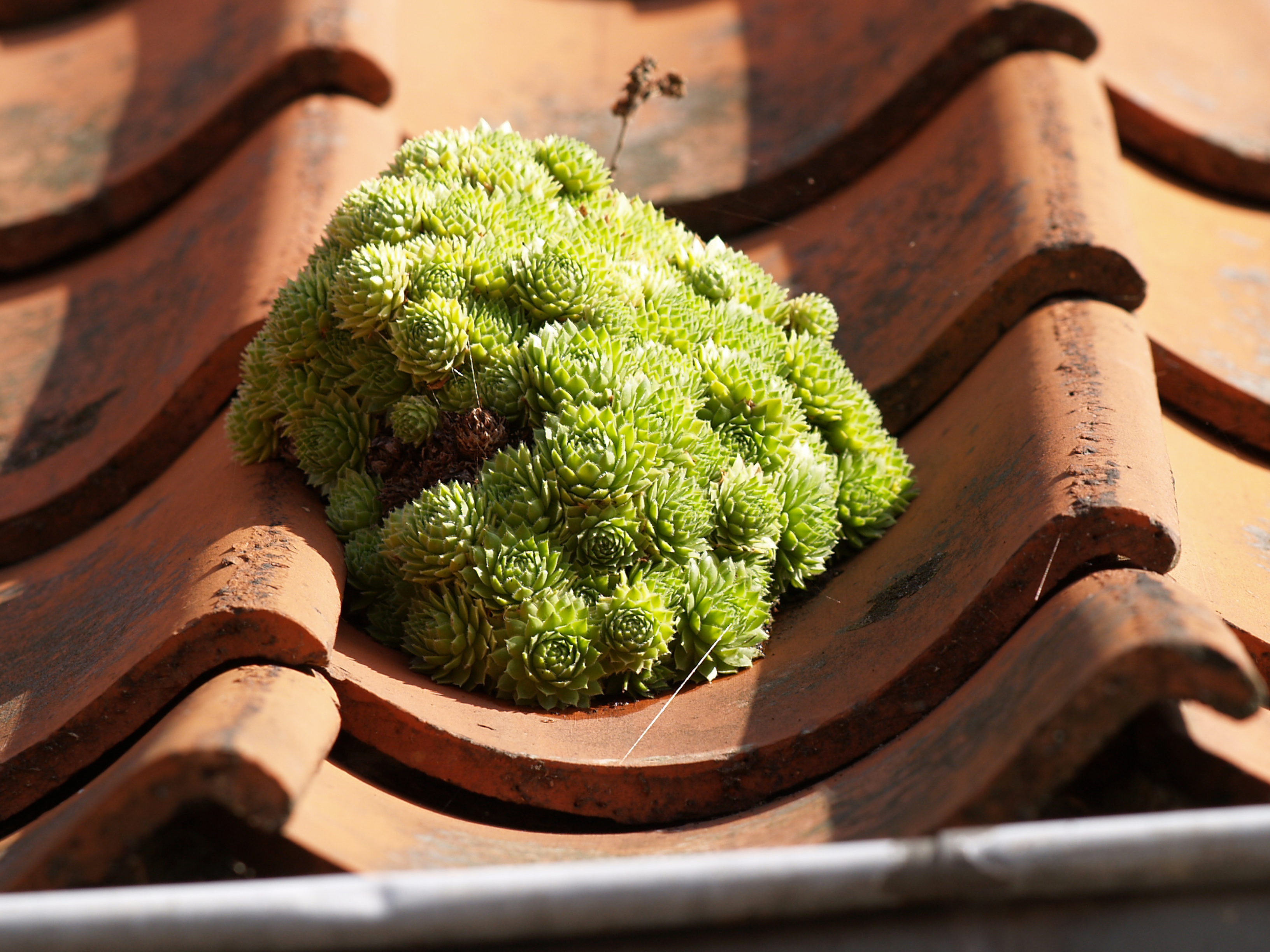
همیشگی بر روی سقف.